# Disciplines du roller
Le roller, ou patin à roulettes, est une activité ou un sport qui comporte un nombre grandissant de disciplines.

## Course

### Vitesse

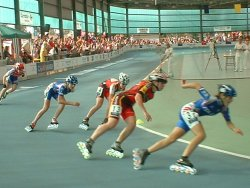
Patinage de vitesse

Aller le plus vite possible sur différentes distances (de 100 mètres à plus de 100 km). La course se pratique sur piste, circuit ou route ; les types de courses sont inspirées de l'athlétisme et du cyclisme ; les patins de course ont des chaussures basses en carbone, une platine longue avec 3 ou 4 grandes roues (d'un diamètre de 80 mm à 110 mm) au profil elliptique disposées en ligne. En course, la réglementation interdit d'avoir plus de six roues et la longueur du train roulant (du bord de la roue arrière jusqu'à l'extrémité de la roue avant) doit être inférieure à 50 cm.

### Marathons et endurance

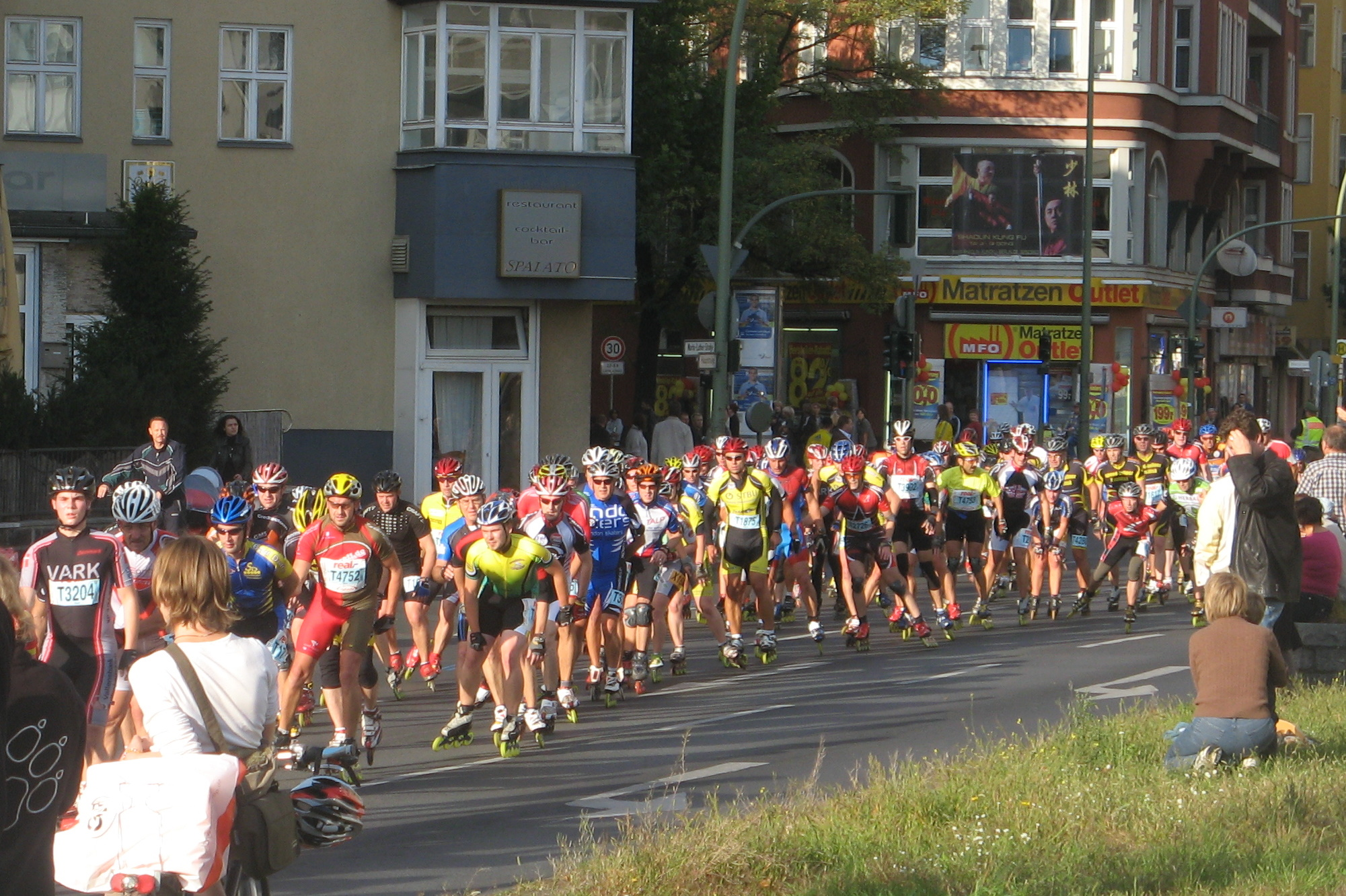
Marathon de Berlin 2009

En plus des traditionnels championnats régionaux, nationaux et mondiaux sur piste et route, il existe un circuit international des marathons roller sur route (les distances varient en réalité, mais 42 km demeure la moyenne) pendant toute la saison. La World Inline Cup voit s'affronter des compétiteurs appartenant à des équipes sponsorisées sur des épreuves se déroulant dans le monde entier (Suisse, France, Allemagne, Italie, Autriche, Corée du Sud, États-Unis, etc.).
La plupart des pays accueillant la World Inline Cup organisent aussi des coupes nationales des marathons, déclinées en French Inline Cup, Swiss Inline Cup, etc.
On peut trouver également des courses d'endurance par équipe, généralement sur 24 heures, dont la plus fameuse est l'épreuve des 24 Heures Rollers, qui prend place chaque année sur le célèbre circuit Bugatti du Mans.

### Roller derby

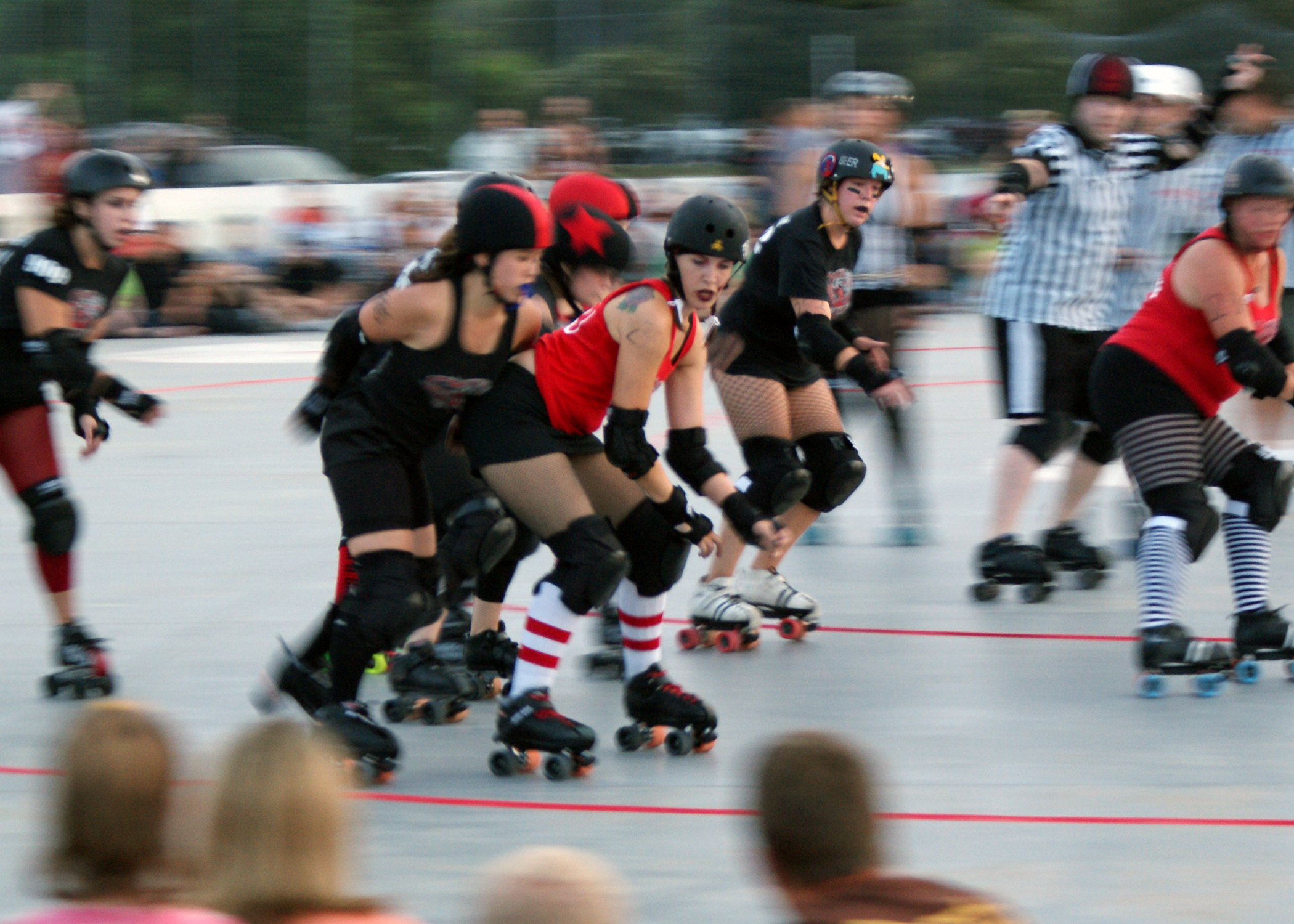
Course de roller derby

Le roller derby est une course agressive utilisant des patins sur essieux et se jouant sur une piste ovale. Ce sport de contact est d'origine américaine et majoritairement pratiqué par les femmes. Le but du jeu étant pour l'attaquante d'une équipe de dépasser les défenseuses adverses en un laps de temps donné, celles ci pouvant la bloquer mais sans utiliser ni leurs bras ni leurs jambes. Le roller derby est désormais un sport international en croissance rapide avec des ligues partout dans le monde.

## Descente ouinline downhill
La descente se pratique essentiellement en montagne lors de la descente de cols et de routes (freeride ou compétitions), mais aussi dans certaines agglomérations où la topographie le permet. L'objectif est de descendre une pente le plus vite possible, de passer des courbes, et d'affronter des obstacles (boardercross).
Il existe des compétitions partout dans le monde, aux États-Unis mais essentiellement en Europe (Allemagne, Italie, France...), à l'occasion de la coupe du monde de descente et lors du championnat du monde.
Dans les années 1990 certaines compétitions ont été organisées sur des pistes de bobsleigh.[réf. nécessaire]

## Randonnée

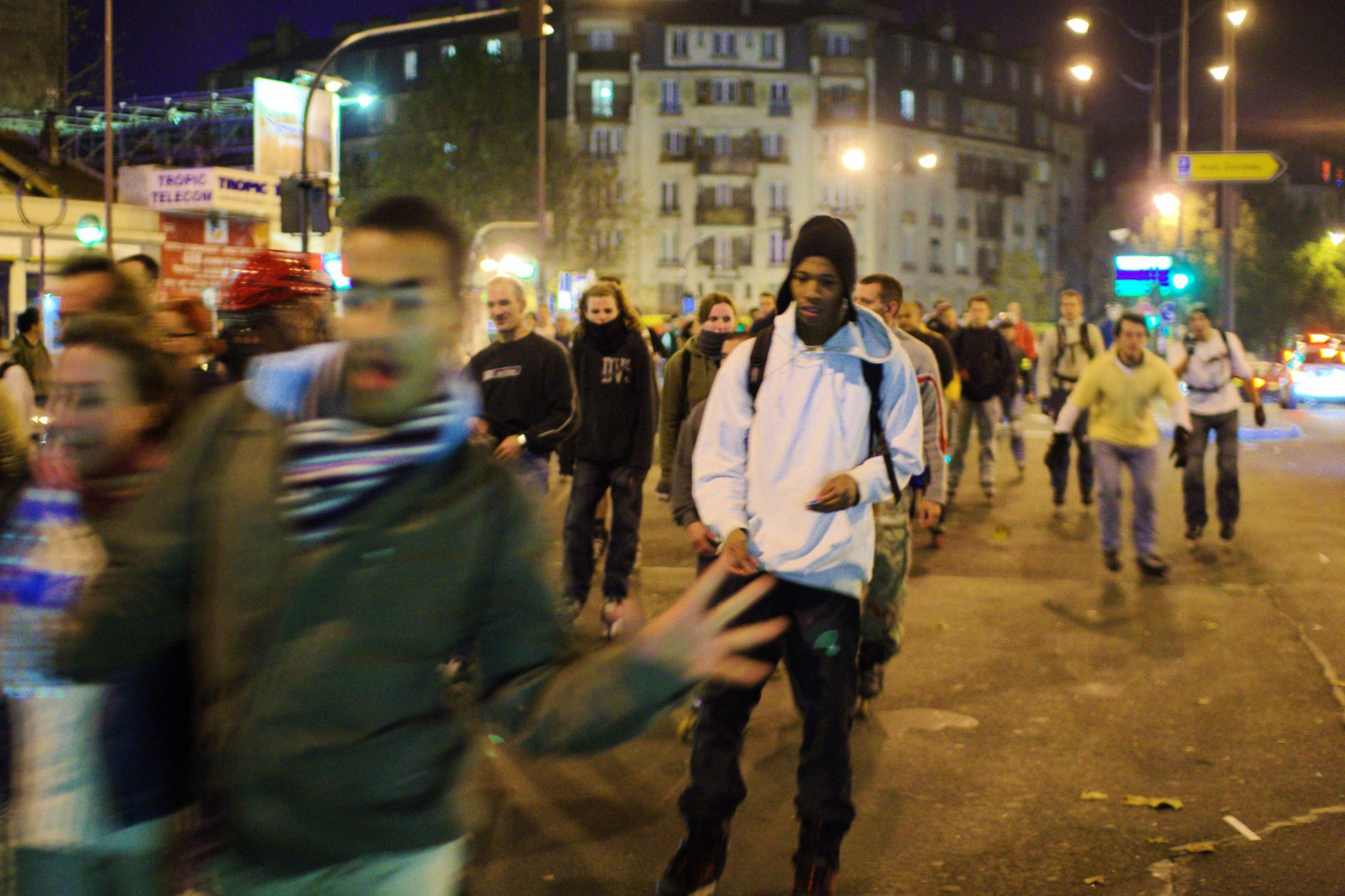
Randonnée de Friday Night Fever à Paris

Se promener en roller on parle aussi de roller fitness, c'est la discipline la plus courante. Elle donne lieu dans les rues de plusieurs villes de France à des randonnées. Ces promenades ont en général lieu le vendredi soir ou le dimanche après-midi. Celles de Paris sont les plus importantes au monde. On parle de la fameuse friday night qui commence à se répandre dans tous les pays.

## Roller acrobatique

### Slalom

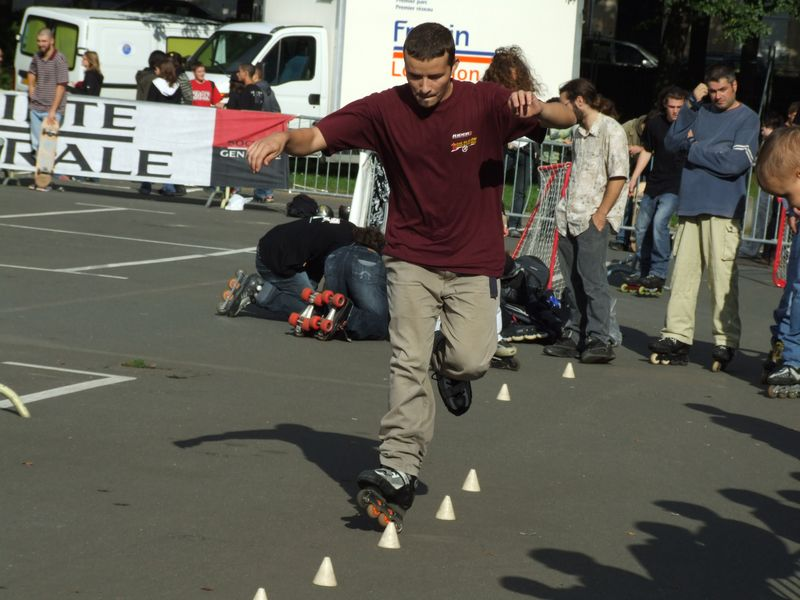
Slalom figure au Mans

Le slalom existe sous forme de deux épreuves en compétition : 
- le slalom figure, ou freestyle slalom : il faut ici faire de belles figures sophistiquées en slalomant autour de 20 plots alignés, espacés de 1,20 m, 0,80 m ou 0,50 m. En compétition il y a 14 plots alignés espacés de 1,20 m et 20 plots alignés espacés de 0,80 m et 20 plots alignés espacés de 0,50 m. La durée d'un run est de 1 minute 30 et celui-ci se fait en musique.
- le slalom vitesse : il s'agit d'un duel entre deux coureurs slalomant autour de plots alignés, le plus rapide remportant alors la course. Les compétitions se déroulent sur 20 plots alignés espacés de 0,80 m.

### Saut en roller
Le saut en roller comporte quatre disciplines :
- le style jump : saut figure avec tremplin ;
- le high jump : saut en hauteur avec tremplin ;
- la hauteur pure : saut en hauteur sans tremplin (détente sèche) ;
- la style sèche : saut figure sans tremplin.

### L'agressif
L'agressif avec ses deux principales disciplines :
- la rampe (ou half-pipe) : le but est de faire des figures de saut retours dans un grand demi-cylindre en U et des slides sur le bord du module qui est constitué d'une barre métallique (le coping). Le bowl est un dérivé du half-pipe qui ressemble à une piscine.
- le street : se déroule dans la rue comme le nom l'indique, il s'agit de trouver des obstacles et d'essayer des figures dessus. La pratique sauvage posant beaucoup de problèmes de nuisances (dégradations, bruits) des centres aménagés avec des modules reproduisant les obstacles urbains ont été créés (roller park). Des compétitions ont lieu sur des parcours spécialement aménagés, ces parcours peuvent aussi être utilisés par les bicyclettes (BMX) ou des planches à roulettes (skateboard).

### Shuffle
Le shuffle est l'art de faire des dérapages sur une surface plane.

## Artistique et danse
Ces deux disciplines s'apparentent au patinage artistique et à la danse sur glace :
- le patinage artistique sur roulettes
- la danse en roller

## Dance
La roller-dance (orthographe « dance », avec un « c » anglophone) s'apparente à la street dance (vague smurf/hip-hop des années 1980) et au disco, avec un « revival » dans les années 2000.

## Hockey

### Roller in line hockey

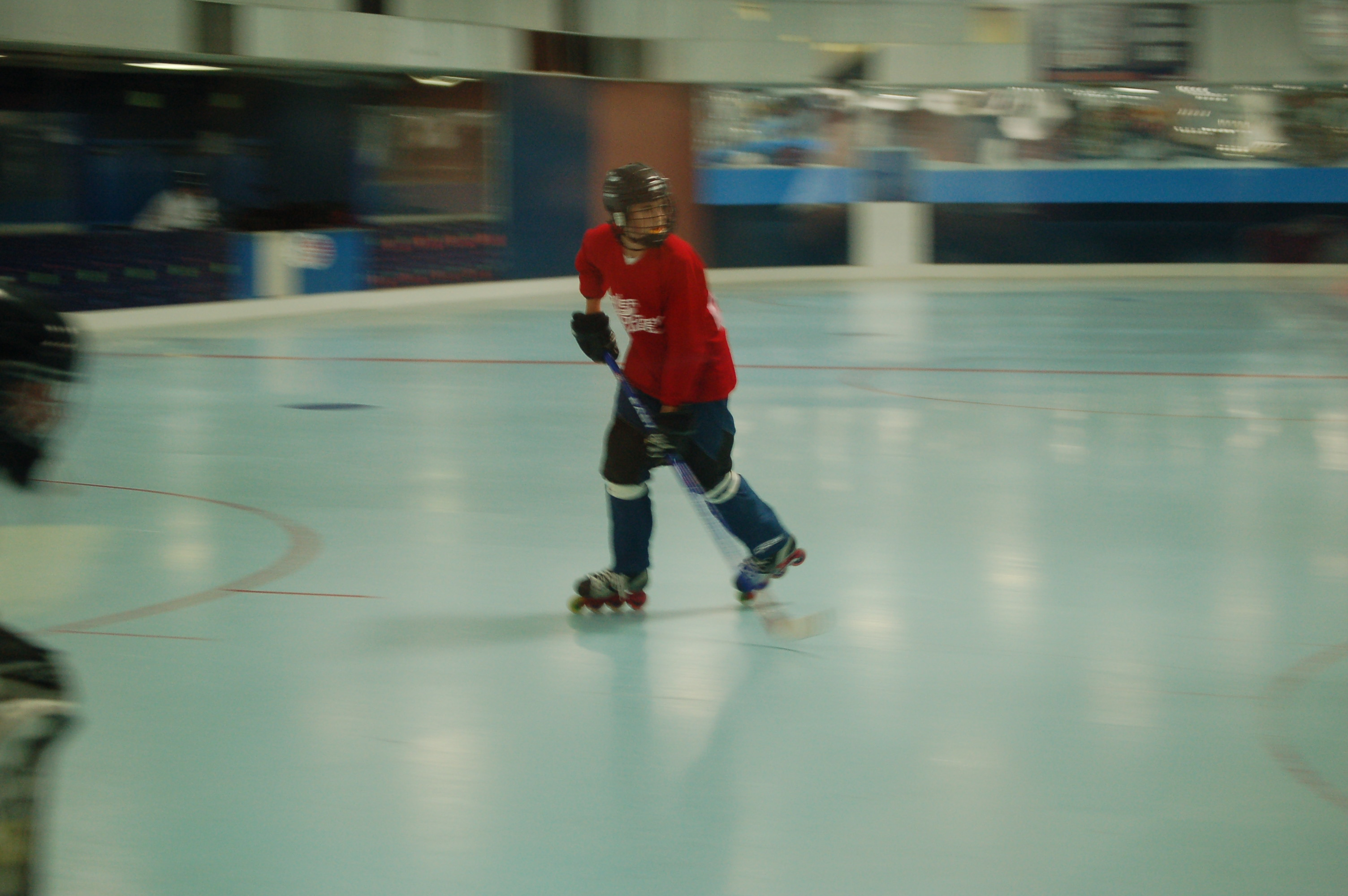
Roller in line hockey à Albuquerque

Le roller in line hockey est un sport se pratiquant avec des patins en ligne, les règles sont proches de celles du hockey sur glace.

### Rink hockey

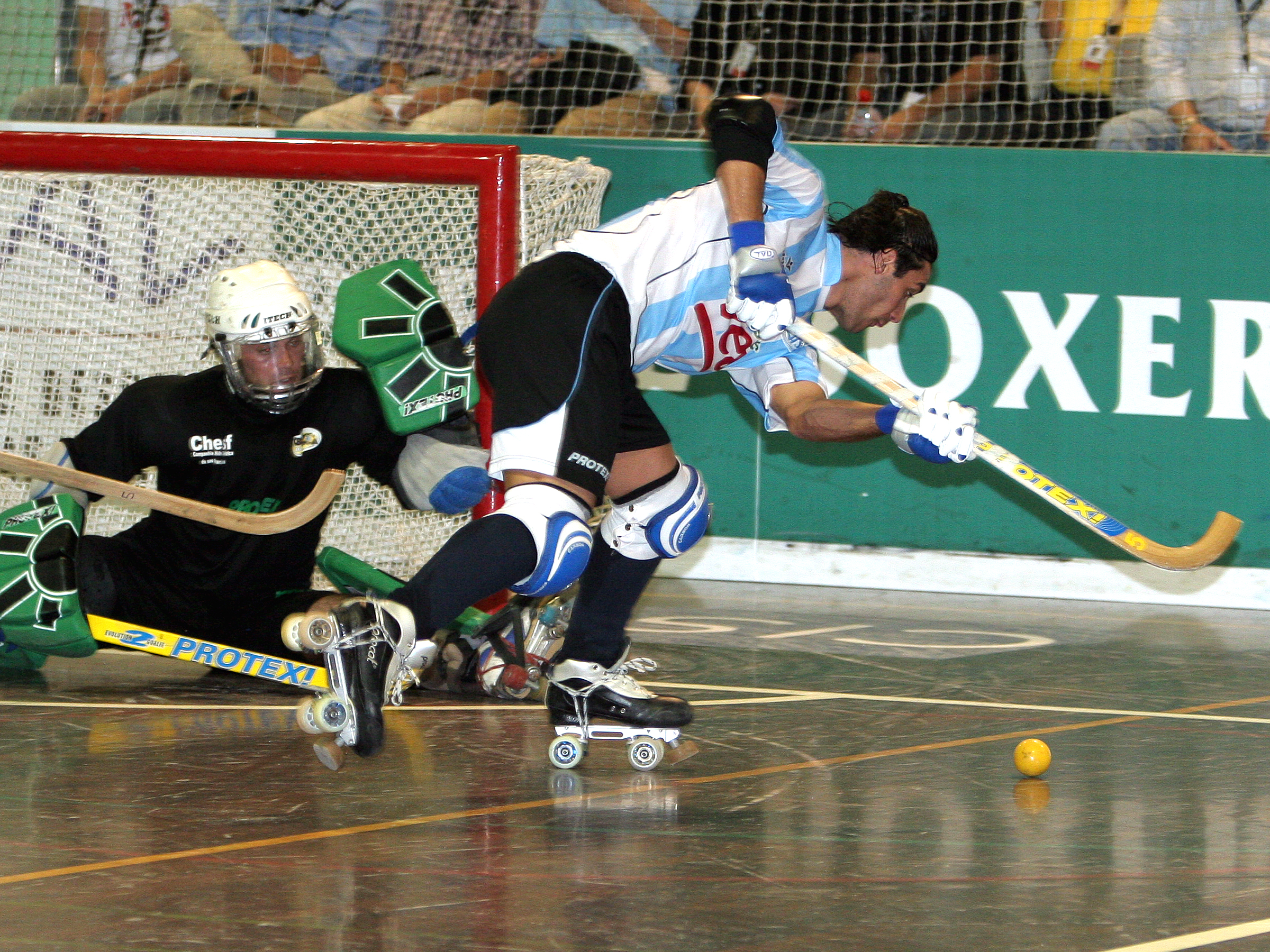
Joueur Argentin de rink hockey

Le rink hockey sport pour lequel les patins sur essieux sont préférés et dont les règles sont proches de celles du hockey sur gazon.

## Les autres disciplines
- le boardercross ou bladercross est une course de vitesse sur un parcours à obstacles artificiels (rampes, modules, etc.)
- le tout-terrain, tracté (kite-roller) ou non
- le roller est aussi utilisé pour pratiquer d'autres sports d'équipe tels que le football (rollersoccer) ou le basket-ball Dans les années 1960 existait au Lycée Carnot un groupe de basket nommé Carnot Roller Skaters
- l'épervier - bien qu'étant un jeu d'enfants - est également une discipline largement pratiquée. Il s'agit d'un jeu proche du « chat » dans lequel l'ensemble des participants doivent aller d'une zone à une autre en passant par la zone d'éperviers sans se faire toucher. Les joueurs touchés deviennent éperviers à leur tour et rejoignent les autres éperviers au centre de l'aire de jeu. Les passages se font jusqu'au dernier joueur touché. Il nécessite dextérité et virtuosité dans l'art de l'évitement, de l'accélération et du freinage.
- le « vitness », compromis entre vitesse et fitness. Les patins se caractérisent par une chaussure semi-montante permettant d'augmenter la poussée tout en gardant un maintien de la cheville, les roues vont généralement de 90 mm à 110 mm.